# Григоренко, Анатолий Григорьевич
Анатолий Григорьевич Григоренко (18 июня 1936 — 19 ноября 1999) — советский и украинский геодезист, доктор технических наук, профессор Киевского национального университета имени Тараса Шевченко.

## Биография
Родился 18 июня 1936 года в Полтаве. Окончил в 1960 году шахтостроительный факультет Харьковского горного института. В 1961—1963 годах работал топографом Полтавской геофизической экспедиции, научный сотрудник Полтавской гравиметрической обсерватории АН СССР.
Кандидатская диссертация «Физико-геодезические методы наблюдения за движениями земной поверхности» защищена в 1965 году. В 1966—1969 годах учился на механико-математическом факультете Днепропетровского университета. В 1966—1969 годах — ассистент в Киевском инженерно-строительном институте, доцент Днепропетровского инженерно-строительного института. В 1969—1971 годах — старший научный сотрудник Научно-исследовательского института строительных конструкций Госстроя СССР, начальник маркшейдерско-картографического отдела ПАО «Укрнафта». В Киевском университете в 1971—1995 годах работал старшим, ведущим и главным научным сотрудником научно-исследовательской части. С 1989 года — доктор технических наук, с 1990 года — профессор. В 1991—1995 годах заведовал кафедрой геодезии и картографии. Активно работал в комиссии по экспертизе сооружений Киево-Печерской лавры.
Сфера научных исследований: инженерная геодезия и картография, в частности исследования геодинамических процессов, математическая обработка результатов геодезических измерений. Автор около 60 научных и научно-методических работ, шести монографий, пяти учебников, учебных пособий. Подготовил одного кандидата наук.

## Труды
- Геодезическое обслуживание строительно-монтажных работ. — М., 1973 (соавтор).
- Статические методы при разведке недр. К., 1974;
- Испытания сооружений. К., 1978 (соавтор);
- Математическая обработка геодезических измерений. К., 1978;
- Інженерна геодезія. К., 1988 (соавтор);
- Измерения смещения оползней. Москва, 1988;
- Инженерная геодинамика: Учеб. пособ. К., 1992 (соавтор).